# Torgny Segerstedt
Torgny Karl Segerstedt, född 1 november 1876 i Karlstad, död 31 mars 1945 i Göteborg, var en svensk publicist och religionshistoriker. Han är mest känd för sitt tydliga ställningstagande mot nazismen som huvudredaktör för Göteborgs Handels- och Sjöfarts-Tidning (GHT).

## Biografi
Segerstedt var son till seminarielektorn och publicisten Albrekt Segerstedt (1844–1894) och Fredrika Sofia Segerstedt, född Bohman (död 1884). Han gifte sig den 7 juni 1905 i Uranienborgs kyrka i Kristiania med Augusta Wilhelmina Synnestvedt (1874–1934) från Norge. Han var far till Torgny T:son Segerstedt (1908–1999) och Ingrid Segerstedt-Wiberg (1911–2010).
Segerstedt avlade mogenhetsexamen vid Högre allmänna läroverket i Karlstad den 11 juni 1894 och blev inskriven vid Lunds universitet den 18 september 1894. Segerstedt var under somrarna 1896 och 1897 informator på Tågerup hos greve Walter Hamilton. Han avlade en teol. fil. examen den 14 december 1895; en teor. teol. examen den 14 december 1897, och blev teologie kandidat den 25 maj 1901. I september 1901 flyttade Segerstedt till Stockholm för att avsluta sin avhandling. Han bodde hos sin styvmoster Anna Schröderheim. Segerstedt blev inskriven vid Uppsala universitet den 28 maj 1903, och docent i religionshistorisk teologi vid Lunds universitet den 29 december 1903. Han undervisade i teologisk encyklopedi vid Lunds universitet 1904–12 och blev teologie doktor den 31 maj 1912 samt utnämndes till professor i allmän religionshistoria vid Stockholms högskola den 5 maj 1913. I september 1913 flyttade Segerstedt till Djursholm i Stockholm. Han skrev kontrakt med AB Albert Bonnier den 25 juni 1914 om att bli redaktör för veckotidskriften Forum, som utkom den 1 oktober samma år. På våren 1917 blev Segerstedt huvudredaktör för Göteborgs Handels- och Sjöfartstidning, med första arbetsdag den 4 juni. Han tog avsked från Stockholms högskola den 29 maj samma år.
Segerstedt for i september 1918 till London på den brittiska regeringens inbjudan, och under oktober–november 1920 är han i Milano som representant för den svenska sektionen av Nationernas Förbund. År 1924 instiftades Politiska klubben i Göteborg genom initiativ av Segerstedt. Han blev den 14 december 1931 medlem av Kungliga Vetenskaps- och Vitterhetssamhället i Göteborg, och inspektor i Göteborgs kommunala mellanskola på våren 1934 (avgick 18 december 1938). År 1937 blev Segerstedt ordförande i den statliga nämnden för utdelning av stipendier åt skönlitterära författare med utmärkta förtjänster. Han var inspektor för folkskoleseminariet i Göteborg, augusti 1937 till januari 1942. Torgny Segerstedts sista dag på GHT var den 14 mars 1945. Han insjuknade på hemvägen och avled två veckor senare.
Torgny Segerstedts villa, var en av de så kallade "Tjänstemannavillorna" omkring Föreningsgatan i stadsdelen Vasastaden i Göteborg. Av sterbhuset till en av stadens främsta industrimän, Johan Christopher Carlander, köpte Segerstedt 1927 en villa på Övre Fogelbergsgatan 3 för 275 000 kronor. Huset var uppfört 1881 för köpmannen C.J. Kronker. Här bodde Segerstedt fram till sin död 1945.
Segerstedt var känd för sina hundar, som alltid var hans följeslagare. Under krigsåren kunde man varje dag, punkligt, se honom promenera längs hamnkanalen, åtföljd av två stora hundar, den ena en Grand Danois som hette Garm och den andra en bulldogg med namnet Winston.
Under tjugo år års tid, 1920–1940, brevväxlade och umgicks Segerstedt på tu man hand med finansmannen Marcus Wallenberg. De utvecklade en speciell och mycket förtrolig vänskap, där Wallenberg i breven gav sin syn på de stora frågorna, tipsade Segerstedt om den ekonomiska utvecklingen, ondgjorde sig över den socialdemokratiska politiken och prisade sin väns artiklar, som han noggrant läste. Brevväxlingen gavs ut i bokform 2004 av dottern Ingrid Segerstedt-Wiberg.

## Religionshistoriker
Både som religionshistoriker och som publicist visade Segerstedt prov på stridbarhet och egensinnigt, självständigt tänkande. Studietiden i Lund, Rostock och Berlin samt egna studier, främst av Søren Kierkegaards skrifter, hade lett fram honom till en liberalteologisk syn, där den enskildes samvete snarare än kyrkliga dogmer bildade rättesnöret, och religiositeten definieras som en visshet om livets mening. Den nya ståndpunkten framkommer i Det religiösa sanningsproblemet (1912) och Gammal och ny religiositet (1915).
Segerstedts ursprungliga karriär som teolog höll på att få ett abrupt slut: hans doktorsavhandling – som var den allra första i Sverige på ett religionshistoriskt ämne – med titeln "Till frågan om polyteismens uppkomst" underkändes 1903 vid Uppsala universitet på grund av påstådd avsaknad av "en kristligt teologisk grundval". Efter att Nathan Söderblom avslutat disputationen med berömanden av avhandlingen samt ett löfte om "en framtida vetenskaplig insats", begärde professor Erik Stave vid Uppsala teologiska fakultet ordet som extra opponent. Som den ortodoxa teologins man tillhörde han Söderbloms fiender inom fakulteten, och i ett tidningsreferat kunde man läsa: "De åthävor med vilka Stave svängde en sacerdotal flintkniv över det tilltänkta offret lämnade från början inte skymten av tvivel om denne opponents avsikter och arten av hans intresse." Segerstedt beskylldes för bristande renlärighet av konservativa krafter medan personer som Söderblom kallade avhandlingen "lysande". Striden utvecklas i en doktorsavhandling från 2001.
Vid teologiska fakulteten i Lund fanns däremot krafter, som såg helt annorlunda på hans kompetens och Segerstedt kallades till en docentur i religionshistorisk teologi. Under tiden i Lund grundade Segerstedt tidskriften Kristendomen. Den 30 september 1905 blev han för ett halvår ordförande i Lunds studentkår och var även en av initiativtagarna till att starta det nu mycket kända samtalsforumet Studentafton.
Segerstedt förblev kontroversiell. Ett förslag att utnämna honom till professor vid teologiska fakulteten i Lund föll på grund av mycket hårt motstånd från konservativt håll, en konflikt som blivit känd som den Segerstedtska striden. Så småningom fick Segerstedt i stället en personlig professur i religionshistoria vid Stockholms högskola. Eftersom tjänsten inrättades vid en filosofisk, och inte en teologisk, fakultet kunde man kringgå de konservativa teologernas krav.

## De första åren som publicist
Sin karriär som publicist i ansvarig ställning inledde Torgny Segerstedt (frånsett den ovannämnda Kristendomen) 1914 på den Bonnierägda, frisinnade veckotidskriften Forum. Segerstedt var knuten till Göteborgs Handels- och Sjöfartstidning från 1906 som frilansande journalist, där han inledde sin verksamhet med att analysera Arne Garborgs religiösa diktning samt skriva om "prästens förpliktelse till bekännelsen". När han erbjöds chefsposten på GHT 1917, lämnade han sin professur och därmed också den vetenskapliga gärningen bakom sig.
I sina GHT-artiklar orienterade sig Segerstedt under 1920-talet mot en högerliberal ståndpunkt med ett avståndstagande från socialdemokratin, något som dock delvis ändrades under 1930-talet. Utrikespolitiskt intog han en skarpt antikommunistisk linje. Segerstedt tillträdde bara några månader före oktoberrevolutionen i Ryssland, och de följande åren kom han att skriva åtskilligt kritiskt om både kommunism och socialism. Vid Lenins död 1924 skrev Segerstedt en dödsruna som underströk att grymhet och hänsynslöshet hade präglat samhällsbygget under den sovjetiske ledaren: ”Stor var Lenin som ett gissel för människorna. Stor var han som förintare. Stor var tragiken i hans verk och hans öde. Större ännu var tragiken i det öde, som genom honom beskärdes hans folk.”
Politiskt var Segerstedt liberal, och det var som sådan han kritiserade socialismen. Främst oroades han av idéer om kollektivt styre inom näringslivet: "När nu den lösen utdelas, att den politiska demokratien skall användas som hävstång för ett det personliga initiativet och dugligheten undanträngande massvälde på näringslivets område, så nalkas vi en passage, där ingen vet om det bär eller brister. Den liberalism, som är villrådig om sin plats i den kraftmätningen, har tappat bort kontakten med det, som varit bärande för all liberalism."
Vid samma tid uttryckte han sig i en text tämligen positivt om den italienska fascismen och dess ledare Benito Mussolini, och beskrev denne som "en örn bland småfåglar".
Efter utgivningen av Kenne Fants biografi Torgny Segerstedt: En levnadsskildring (2007) skrev litteraturprofessor Lars Lönnroth: "Man kan fråga sig vad som hade blivit Segerstedts eftermäle i dag om inte nazisterna kommit till makten i Tyskland 1933. Kanske skulle man enbart ha uppfattat honom som en vederstygglig manschauvinistisk patriark med intelligensaristokratisk människosyn. Men han räddades från det ödet av Hitlers 'Machtübernahme'. Den tyske Führern möttes från första stund av Segerstedts hatfulla förakt, som utan tvivel delvis betingades av att han såg nazisterna som en rå och obildad pöbel. /.../ Kanske har vi rentav behov av sådana elitister i svåra kristider när våldet löper amok och masshysterin sprider sig som en cancer i samhällskroppen?"

## Kritiken mot nazismen
Åren efter första världskriget och fortfarande under Weimarrepublikens sista tid omtalades Göteborgs Handels- och Sjöfarts-Tidning (Segerstedt) med stor aktning i de rapporter som den tyska legationen i Stockholm sände hem till Auswärtiges Amt i Berlin. Segermakternas behandling av Tyskland och den skarpt kritiska hållning mot det som tidningen intog, fick stor uppmärksamhet och uppskattning i rapporterna. Det svenska pressorgan som under 1920-talets första år främst citeras och i klipp bifogas olika aktuella europeiska frågor som berör Tysklands politiska och ekonomiska ställning, är Handelstidningen.
Sin historiska ryktbarhet har Segerstedt främst erhållit som en av de mest konsekventa svenska kritikerna av den tyska nazistregimen. Hans artikel från den 3 februari 1933, som avslutades med orden ”Att tvinga all världens politik och press att sysselsätta sig med den figuren, det är oförlåtligt. Herr Hitler är en förolämpning”, föranledde den tyske riksministern Hermann Göring att redan efter några dagar, skicka ett hotfullt genmäle till GHT: "Jag protesterar på det skarpaste mot Eder tidning av fredagen den tredje februari under rubriken I dag publicerade uttalandena mot den tyske rikskanslern. Som uppriktig vän till Sveriges folk ser jag i dylika smutsiga utlåtanden en allvarlig fara för ett vänskapligt och hjärtligt förhållande de båda folken emellan. Innan vidare åtgärder vidtagas, anhåller jag om underrättelse, huruvida Eder redaktion i framtiden kommer att inskrida mot dylika yttranden." ”Det förefaller, som herr Göring trodde, att Sverige vore något slags annex till det tyska riket” (GHT 1933-02-08), svarade Segerstedt i en ledare, där han än starkare underströk sitt avståndstagande från Hitler: ”Den som har ögon att se med, kan icke vara i tvivelsmål om att olyckan är å färde i Tyskland”.
Ett par månader senare skrev Segerstedt: "Handelstidningen dementerar härmed på det bestämdaste ryktet att herr Göring skulle vara anställd i dess tjänst som något slags reklamchef. De tjänster han i den vägen gjort tidningen, uppskatta vi till fullo. Det finns icke en vrå av världen dit icke historien om hans ryktbara telegram burit vårt namn. Det nit med vilket han fortsätter sitt arbete, är också allt erkännande värt. Det är desto anmärkningsvärdare som han arbetar fullständigt gratis und unentgeltlich."
Samma år publicerade Segerstedt på Albert Bonniers förlag den korta debattskriften Demokrati och diktatur där han med händelseutvecklingen i Tyskland i bakgrunden resonerar omkring demokratins villkor.
| ”                               | Partiväsendets avigsidor äro iögonfallande. Det småskurna, finurliga har stort utrymme. Små intressen, rädd undfallenhet för de minst omdömesgilla, fördomsfullhet, allt detta kan ibland göra sig brett inom parlamentarismen. Ingen går villigare med på alla dessa anklagelsers riktighet än den, som trots allt är oryggligt förvissad om att demokratin och parlamentarismen beteckna den enda framkomliga vägen. Friheten kan obestridligen missbrukas och blir missbrukad. Den innehåller emellertid just i sin egenskap av frihet botemedlen mot sin urartning. Den fria kritikrätten, offentligheten över vad som händer och sker och den rättskänsla som är tillfinnandes hos ett sunt folk, motverka förfallet. Man kan förtvivla om folkväldet endast om man förtvivlar om människorna själva. | „ |
| – Demokrati och diktatur (1933) | |   |

Segerstedt uttryckte tvivel om det lämpliga i att Sverige deltog i Olympiska spelen i Berlin 1936 och angrep klarsynt den brittiske premiärministern Neville Chamberlains naivitet gentemot Hitler vid "fredsuppgörelsen" 1938.
Handelstidningen förbjöds i Tyskland i februari 1935, och de tidningar som ändå nått dit skulle skickas tillbaka till avsändaren. Påträffade exemplar skulle förstöras. Förbudet gällde ända till krigsslutet, och upphävdes först i maj 1945.

## Konflikten med det officiella Sverige under andra världskriget
Återkommande propåer och kampanjer från den 1939 bildade samlingsregeringen och enskilda statsråd om att Segerstedt borde upphöra med den ”antityska” linjen blev resultatlösa. År 1940 kritiserade Segerstedt å sin sida regeringens undfallenhet gentemot Nazityskland och transiteringstrafiken genom Sverige, något som resulterade i att regeringen beslutade konfiskera tre nummer av GHT. Den 7 oktober 1940, efter kritik mot ÖB Olof Thörnells mottagande av storkorset av Tyska örnens orden ur prinsen av Wieds hand och med ett ordensbrev undertecknat av Adolf Hitler själv och kontrasignerat av Joachim von Ribbentrop., kom nästa konfiskation. Ungefär samtidigt kallades Segerstedt upp till kung Gustaf V för att av monarken motta ytterligare förmaningar.
Segerstedt hörde till de skarpaste kritikerna av de inskränkningar i tryckfriheten som justitieminister Karl Gustaf Westman genomdrev under kriget. Han har ansetts vara en av de mest betydande antinazistiska publicisterna under andra världskriget; vissa av hans artiklar lästes upp i engelsk radio samma dag som de publicerats och i Norge betraktades han som en folkhjälte.
Segerstedt avled efter en tids sjukdom, på väg hem från arbetet, bara en dryg månad innan andra världskriget i Europa avslutades.

## Eftermäle

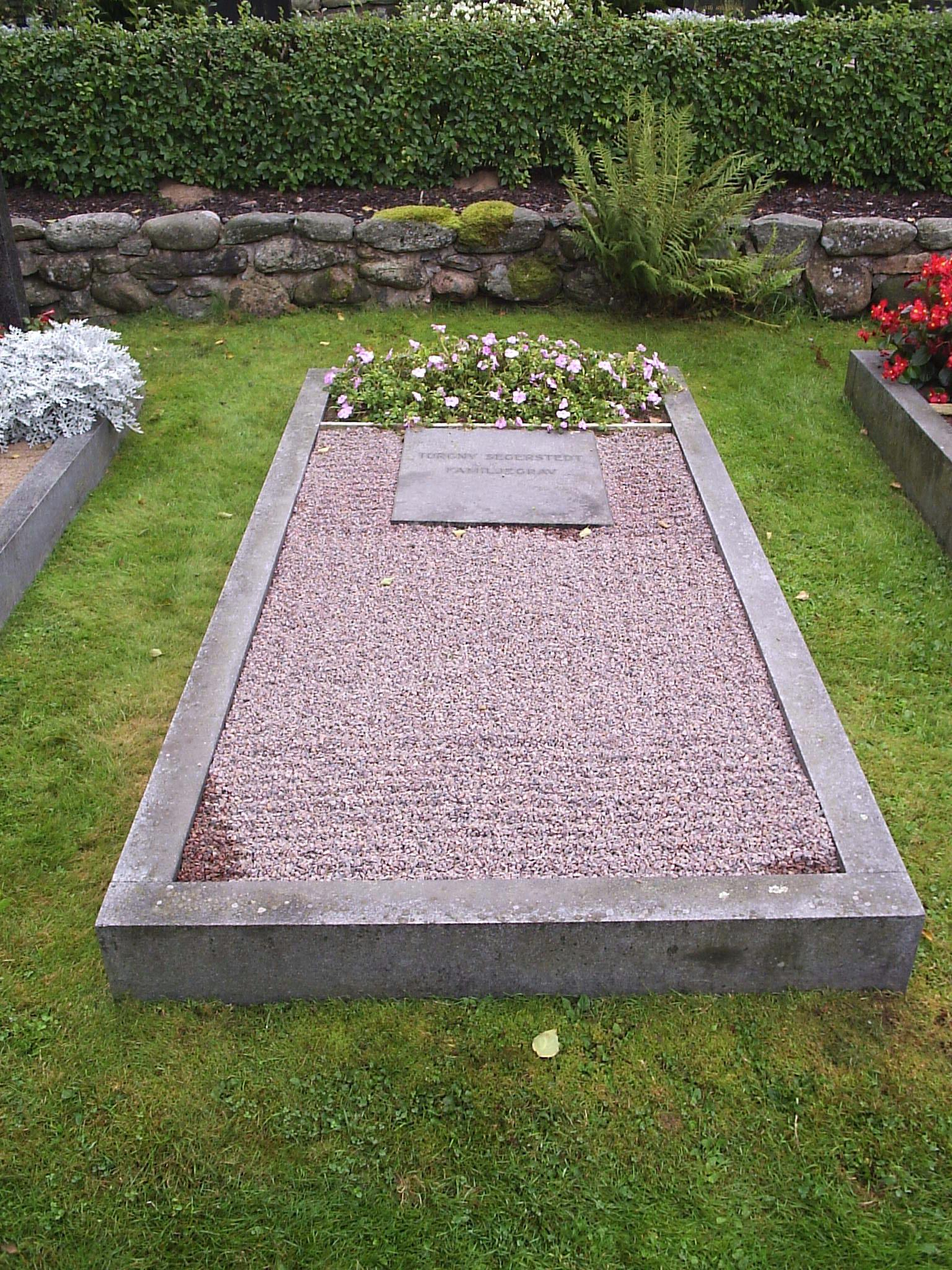
Torgny Segerstedts familjegrav på Kvibergs kyrkogård i Göteborg, där han gravsattes den 16 maj 1945.

Som företagsledare var Segerstedt under sitt långa engagemang för GHT inte speciellt framgångsrik. Tidningen tappade under främst 1930-talet marknadsandelar till den 1926 startade Göteborgs-Posten. Startandet av konkurrenten till Göteborgs-Posten, Morgontidningen den 1 november 1932, blev mycket kostsam och var en missbedömning; "Morgontidningen blev för HT-koncernen ett öppet sår. Blodet rann i strömmar. Den hölls vid liv i åtta år och krävde många miljoner", skrev chefredaktören för GP, Harry Hjörne, långt senare i sin bok Äventyr i tidningarnas värld
Sympatier för Italiens diktator Benito Mussolini under 1920-talet har i efterhand lagts Segerstedt till last, av hans sekreterare Estrid Anker. En del försvarare av samlingsregeringens linje anser att hans hängivna motstånd mot Hitler och Nazityskland gjorde honom till en säkerhetsrisk, främst under de första krigsåren.[källa behövs]
Göteborgs Handels- och Sjöfarts-Tidning konfiskerades sammanlagt åtta gånger under kriget. Trots detta undgick den ansvarige utgivaren Torgny Segerstedt tryckfrihetsåtal. Enligt GP:s dåvarande chefredaktör Harry Hjörne berodde det inte enbart på att han var skickligare än andra att undgå de juridiska fällorna. Hjörne publicerade under krigets gång istället en annan teori: "Man kan (...) tryggt påstå att om någon annan än herr Segerstedt brutit mot tryckfrihetslagen till den milda grad, skulle han fått åtal efter åtal. Likheten inför lagen har faktiskt upphävts för hans skull. Man vill inte ha ett tryckfrihetsåtal mot Handelstidningen, vill inte att hr Segerstedt på gamla dar skall gå i fängelse."
Efter Segerstedts bortgång, och då svenska media ej längre behövde frukta Tyskland, frigjordes en ström av artiklar. På många håll i världen dök samtidigt hans namn upp; exempelvis BBC kommenterade Segerstedts bortgång i sin europautsändning på påskdagen 1945: "Han var trogen under de mörkaste timmarna av vår tids långa passionshistoria, då många andra sviktade. Han tillhörde dem som bli martyrer eller hjältar. Det var täta pilskurar kring Torgny Segerstedt under hans kamps dagar, det vajar seger- och fredspalmer över hans sista läger." The Times skrev om honom — "en stor svensk och en stor europé". Även i amerikanska tidningar fick han dödsrunor. Fransk radio och franska PEN-klubben hyllade honom som "Europas samvete". Till och med i tysk radio skildrades hans gärning under 1945.
Professor Marcus Ehrenpreis, dåvarande överrabbin i Sverige, kallade honom "en ensam ropandes röst i öknen", och rabbinen E. Berlinger ansåg att namnet Segerstedt skall "lysa för nya generationer med gyllene bokstäver i Sveriges folks och hela mänsklighetens annaler". Hans grav på Kvibergs kyrkogård i Göteborg, blev efter fredsslutet en vallfärdsplats, framför allt för norrmän.
Dottern Ingrid Segerstedt-Wiberg skrev 1955 en både uppriktig och kärleksfull skildring av sin far, "sällskapsmänniskan som var svag för fina kläder och dyra viner och lite barnsligt glad över att tjäna mycket pengar. Och han var naturligtvis snarstucken, raljant, besvärlig, orättvis – som alla människor – och generös och ömsint, ibland trött och sårad."
Stiftelsen Torgny Segerstedts minne bildades i april 1996 och invigdes av hans dotter Ingrid Segerstedt-Wiberg vid en ceremoni i Göteborg. En av målsättningarna var att få ihop 15–20 miljoner kronor till en professur "för demokrati, frihetsfrågor och mänskliga rättigheter." Stiftelsen ska även främja självständig publicistisk verksamhet och kommer att dela ut stipendier och forskningsbidrag.

## Minnesmärken och monument

### Gata i Göteborg
Redan den 4 april 1945 – samma dag som Torgny Segerstedts jordfästning ägde rum – föreslogs i Göteborgs gatunamnsberedning att en gata, dåvarande Älvsborgsvägen, skulle ges namnet Torgny Segerstedtsgatan. "Denna gata leder mot väster, mot öppet hav och fritt vatten. Segerstedts gärning i frihetens tjänst, då våld och ofrihet hotade vårt folk, är så betydande, att hans minne redan nu bör hugfästas bland stadens gatunamn, oaktat hans levnad så nyss avslutats", var namnberedningens motivering.

### Gator i Norge och Uppsala
Samma år och mycket snart efter Norges befrielse gavs namnen "Torgny Segerstedts gate" i Halden och Torgny Segerstedts vei" i Oslo. Andra norska städer som Bergen, Bodø, Hamar, Moss, Namsos och Stavanger har också hedrat Torgny Segerstedts minne med gatunamn. Även Uppsala har en gata uppkallad efter Torgny Segerstedt, Torgny Segerstedts allé. (Notera att Segerstedthuset i Uppsala dock inte är uppkallat efter Torgny Segerstedt utan efter hans son, Torgny T:son Segerstedt.)

### Segerstedt-rummet i Jerusalem
Segerstedt-rummet vid humanistiska fakultetens bibliotek på Hebreiska universitetet i Jerusalem invigdes den 25 februari 1947. Rummet är försett med en minnestavla över honom och finansierades genom donationer av vänner i Göteborg.

### Segerstedtmonumentet i Göteborg

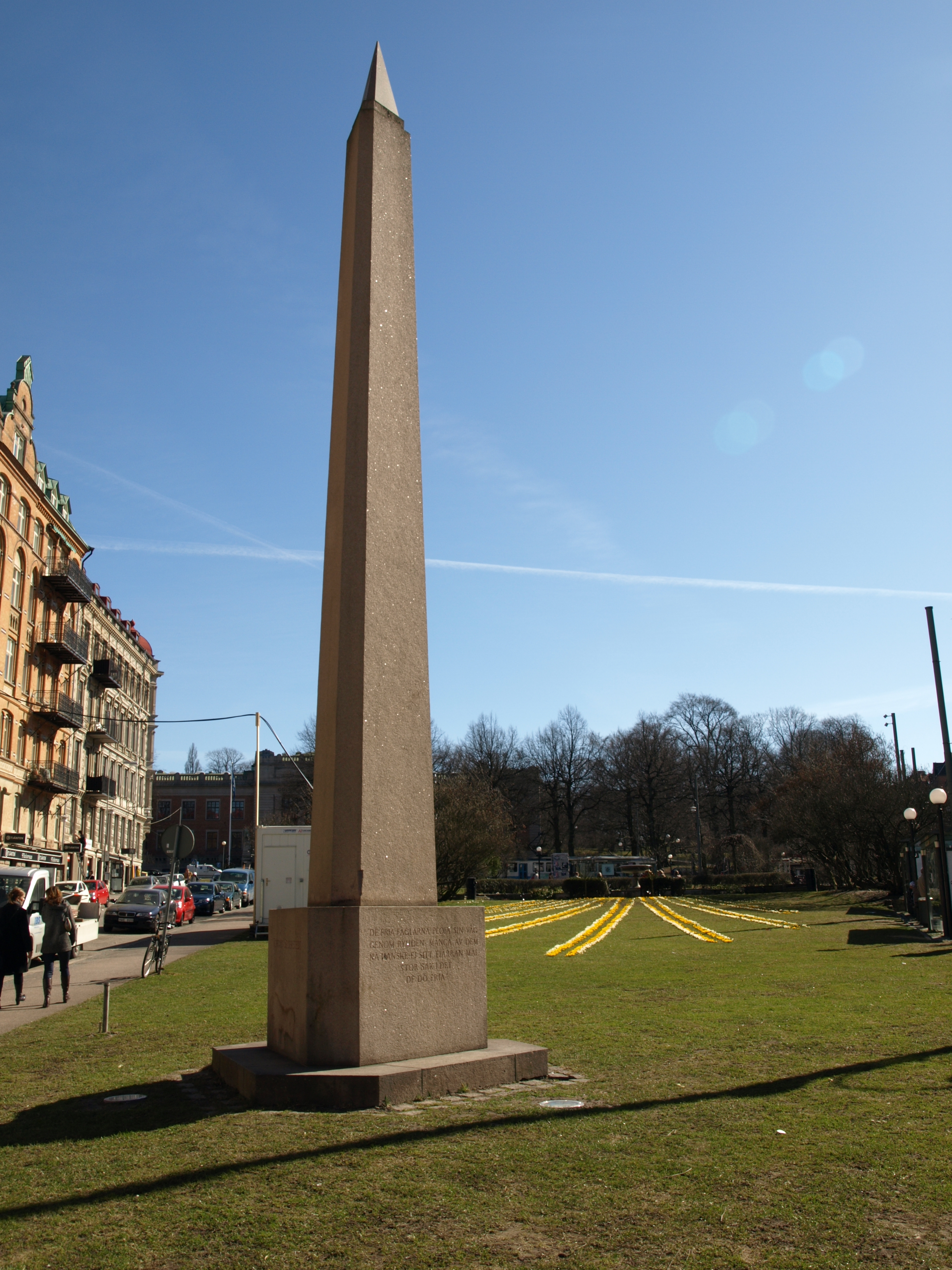
Torgny Segerstedtmonumentet på Vasaplatsen i Göteborg. Konstnär: Ivar Johnsson.

Den 31 mars 1955 avtäcktes Torgny Segerstedtmonumentet vid den norra delen av Vasaplatsen i Göteborg av landshövding Malte Jacobsson. Monumentet är en tio meter hög, trekantig monolit av granit från Hunnebostrand. Konstnär är Ivar Johnsson.
På sockeln står följande text:
De fria fåglarna plöja sin väg genom rymden.
Många av dem nå kanske ej sitt fjärran mål.
Stor sak i det. De dö fria.
Segerstedt skrev dessa ord i GHT den 9 oktober 1940 — ett nummer som blev beslagtaget efter ett regeringsingripande. Inskriptionen är inte helt korrekt, i Segerstedts originaltext står: "De fria fåglarna plöja sig väg genom rymden."
Vidare löd slutorden i artikeln ovan:
De likna icke de där som sträcka hals och kackla vid sitt mattråg och beskärma sig över 'galningarna'.
I sinom tid skola dessa sansade gröpätare slaktas och förtäras.
Det går så med de tama djuren. De taga inga risker, och de förlora alla chanser.

### Porträttbyst i Oslo
I Universitetshagen i Oslo står en porträttbyst av Torgny Segerstedt. Skulpturen är utförd i svart granit av den svenska skulptören Sigrid Fridman. På sockeln står det: Reist av takknemlige nordmenn 7. mai 1955. Också för de norska studenterna var han viktig och det var på deras initiativ som minnesmärket restes.

### Keramikrelief i Göteborgs stadshus
Då Göteborgs Handels- och Sjöfartstidning firade sitt 150-årsjubileum den 7 april 1982, återinvigdes den danska nationalgåvan till Torgny Segerstedts minne och den gamla GHT-redaktionen för deras stora insatser under kriget. På keramikreliefen av Jais Nielsen står det "Friheten står över allt annat". Den finns uppmurad i trapphallen till Göteborgs stadshus vid Gustaf Adolfs Torg.

### Spårvagn i Göteborg namngiven efter Segerstedt
Göteborgs spårväg hedrar Torgny Segerstedt genom att namnge spårvagn M28 758 efter honom.

## Dom över död man
Dom över död man är en spelfilm om Torgny Segerstedt av regissören Jan Troell från 2012 med Jesper Christensen i huvudrollen.

### Monografier
- Till frågan om polyteismens uppkomst : en religionshistorisk undersökning. Stockholm: Bille. 1903. Libris 1728366
- Ekguden i Dodona. Lunds universitets årsskrift ; 1905. Lund: Lund universitet. 1905. Libris 11314297
- Mynts användning i dödskulten. Lunds universitets årsskrift. Första avdelningen, Teologi, juridik och humanistiska ämnen, 99-0507131-8 ; 2:2. Lund. 1907. Libris 1840853
- Nordiska vapengudar. Lund. 1911. Libris 3045033
- Religionshistoria och teologi. Lund. 1911. Libris 3045034
- Det religiösa sanningsproblemet. Stockholm: Bonnier. 1912. Libris 649492
- Gammal och ny religiositet. Stockholm: Bonnier. 1915. Libris 2114076
- Händelser och människor. Stockholm: Geber. 1926. Libris 30836
- I dag. Göteborg. 1927. Libris 3045032
- Demokrati och diktatur. Stockholm: Bonnier. 1933. Libris 492458
- Ur spalterna. Stockholm: Bonnier. 1933. Libris 7517. https://litteraturbanken.se/f%C3%B6rfattare/SegerstedtTorgny/titlar/UrSpalterna/sida/5/faksimil
- Mänskligt / [red. av Ingrid Segerstedt Wiberg]. Stockholm: Norstedt. 1948. Libris 70154
- När stormen klarar sikten : artiklar 1933-45 / [förord: Ingrid Segerstedt Wiberg ; efterord: Christer Hellmark]. Stockholm: Ordfront. 1980. Libris 7634085. ISBN 91-7324-114-8
- Segerstedt i GHT / idé och bearbetning: Bertil Heddelin ... Lund: Beta grafiska. 1984. Libris 7669546. ISBN 91-7862-000-7
- Jag skall bliva dig förbunden- : [brevväxlingen mellan Torgny Segerstedt och Marcus Wallenberg 1919-1940]. Göteborg: Folkuniversitetet akademiska press. 2004. Libris 9773202. ISBN 91-85359-00-9

### Artiklar[23]
- Den heliga eken. Ymer 1906
- Les asuras dans la religion védique. Revue de l’histoire des religions 1908
- Skuggan och livet i folktron. Le Monde Oriental 1909
- Buddhistiska paralleller till evangelierna. Kristendomen och vår tid 1909
- Einiges über religiöse Begriffsbildung. Religion und Geisteskultur 1910
- Själavandringslärans ursprung. Le Monde Oriental 1910
- Ausserbiblische Religionsgeschichte. Theologisches Jahresbericht 1908-10
- Nordiska vapengudar. Skrifter tillägnade Pehr Eklund 1911
- Søren Kierkegaard. Kristendomen och vår tid 1913.